# 邪悪の家
『邪悪の家』（じゃあくのいえ、原題：Peril at End House）は、イギリスの小説家アガサ・クリスティが1932年に発表した長編推理小説である。著者の長編としては12作目、エルキュール・ポアロシリーズとしては6作目にあたる。
ポアロとヘイスティングスはコーンウォールで休暇を過ごし、若いマグダラ（"ニック"）・バックリーに出会う。彼は、誰かが彼女を殺そうとしていると考え、彼女の自宅エンド・ハウスで彼女の知人たちを紹介される。ニックの身を守ろうとするポアロだったが、その中で殺人事件が発生し、ポアロは本格的な捜査に乗り出す。
戦後初めて日本語訳された長編で、最初の単行本が早川書房から出版されなかった3作のうちの一つである。冒頭にイーデン・フィルポッツへ「その昔、友情とはげましを与えてくれたことに変わらざる感謝の念をもって」との献辞が捧げられている。

## あらすじ
ポアロとヘイスティングスはコーンウォールのリゾートに滞在している。そこで出会ったマグダラ（ニック）・バックリーの話から、ポアロは誰かが彼女を殺そうとしているのではないかと考える。彼女は顔の周りにハチが飛んだと言うが、その後ポアロはそこで弾丸を発見し、疑いが確信に変わる。ポアロはニックに自分の心配を告げ、犯人は身近な人物だろうと推理する。ニックの最も近い親戚は従兄の弁護士チャールズ・ヴァイスで、ニックが必要資金を得るための抵当権を彼女の自宅エンド・ハウスに設定するのを手伝っていた。エンド・ハウスの家政婦はエレン、その近くにある小屋はオーストラリア人のクロフト夫妻に貸している。ジョージ・チャレンジャーはニックに好意を寄せている。ニックの親友は、夫に虐待されているフレデリカ（フレディ）・ライスと、彼女に恋する美術商のジム・ラザラスの2人。半年前にニックが手術を受けたとき、クロフト夫妻は彼女に遺言書を作るよう勧めていた。
誰がニックの死を望んでいるのかがわからない。ヴァイスはエンド・ハウスを、フレディは残りの財産を相続することになるが、いずれも殺人を犯すには値しないものばかりだ。親しい友人が側に付いていたほうが良いというポアロの助言で、ニックは従妹のマギーを呼び、数週間滞在することにする。マギーが到着すると、ニックはジョージ以外の全員が出席するパーティーを開く。マイケル・シートンという有名なパイロットが行方不明になったことが席上の話題になる。その後、ニックのショールを身に着けたマギーの死体が発見される。ニックとマギーは一度席を外し、その後マギーはニックのショールを身に着けていたのだった。ポアロは自分の目の前でマギーが殺されたことに激怒し、捜査に乗り出す。
ポアロはニックを守るために入院させ、出所不明の物を食べないようにと言いふくめる。翌日、新聞はマイケル・シートンが死んだと報じ、ニックは自分がシートンと密かに婚約していたことをポアロに打ち明ける。シートンは莫大な財産を相続しており、その財産は婚約者に渡ることになる。ポアロは（ニックに遺書を勧めていた）クロフト夫妻を警戒し、ジャップ警部に捜査を依頼する。ポアロとヘイスティングスは館を探し、シートンが書いたマグダラ宛のラブレターを見つけるが、ニックの遺言書が見つからない。ニックはそれをヴァイスに送ったことを思い出すが、ヴァイスは受け取っていないと言う。バート・クロフトはポアロに、ヴァイス宛の封書を投函したのは自分だと言う。二人のうちのどちらかが嘘をついているのだ。ニックはポアロが差出人となっているコカイン入りのチョコレートの箱を受け取るが、1つ食べただけで無事だった。そのチョコレートはフレディが届けたもので、彼女はニックから電話で頼まれたのだと主張する。ポアロはコカイン中毒のフレディの言を疑う。
ポアロはニックの協力を得て策略を練り、ニックが死んだと周囲に伝える。するとヴァイスがニックの遺言書を受け取ったとポアロに告げ、エンド・ハウスの人々の前で読み上げる。その内容は、オーストラリアでニックの父親を助けたクロフト夫妻に全財産を譲るというものであり、夫妻以外の全員を驚かせる。ポアロは唖然とする客たちに降霊術を行うことを告げ、そこに幽霊に扮したニックが現れ、クロフト夫妻の嘘を暴く。ニックの死の知らせを聞いた夫妻は、彼女の遺言書を偽造してヴァイスに送りつけたのだった。ジャップ警部はクロフト夫妻が有名な偽造犯であることを明らかにし、二人を逮捕する。しかしポアロは彼らが殺人には関与していないと言う。その時、外にいた何者かがフレディを撃って失敗し、自らも撃ってしまう。ポアロはその男を捕まえるが、その男はフレディの夫で、彼女に金をせびるメモをたくさん書いていた。
ポアロは、真犯人がニックであることを明らかにする。シートンはニックではなくマギーと婚約していた。いとこ同士は同じマグダラという名前だったのだ（「ニック」も「マギー」もマグダラの愛称）。多額の資産を持つシートンが失踪したことを知ったニックは、彼の婚約者になりすまして財産を奪うため、マギーを殺そうと企む。ニックの命が狙われたのは彼女自身の狂言だった。チャレンジャーは以前からコカインを腕時計に隠してフレディとニックに渡しており、ニックは彼女の分のコカインをチョコレートに混ぜていた。ニックは逮捕され、フレディの腕時計を記念品として持っていく。そこにはニックが絞首台から逃れて自殺するのに十分なコカインが入っていた。ポアロはチャレンジャーに麻薬取引を自首するか、フレディが中毒から回復するのを助けるように言う。結局、ラザラスとフレディは結婚することになる。画商であるラザラスは、壁に飾られていたニックの絵が（ニック自身は気づいていなかったが）実はかなりの価値があるのだとポアロに明かす。

## 登場人物
エルキュール・ポアロ私立探偵
ヘイスティングズポアロの友人
ニック・バックリーエンド・ハウスの若き女主人
マギー・バックリーニックの従妹
チャールズ・ヴァイスニックの従兄。弁護士
エレン・ウィルスンエンド・ハウスのメイド
ウイリアムエレンの夫。園丁
アルフレッドエレンの息子
バート・クロフト番小屋の住人
ミルドレッドバートの妻
フレデリカ・ライスニックの友人
ジョージ・チャレンジャー海軍中佐
ジム・ラザラス美術商
マイケル・シートン飛行家
グレアム医師
ウエストン警察署長
ジェームズ・ジャップ警部

## 作品の評価
1930年代のクリスティ作品を高く評価するジュリアン・シモンズは、その時期の代表作として推賞する5作のうちの1作に本作を挙げている。
1932年4月のタイムズ・リテラリー・サプリメント紙は、「事件の真相は極めて独創的で、クリスティ作品の最高水準に十分達している。すべての情報が読者に対して完璧に公平であり、パズルの解答をかなり早い段階で推測することが可能であるが、簡単ではない。」と評した。この批評はさらに、「本作は純粋なパズルのような探偵小説であり、余計な人物描写などが無い。ポアロと彼の忠実なヘイスティングスのコンビを再び目にするのは喜ばしく、この本の中で最も生き生きとしているが、彼らでさえこのパズルの中では駒に過ぎないのである。しかし、筋書きはほとんど数学的なまでに整然としており、それこそ読者が望んでいるものである」と述べている。
アイザック・アンダーソンは1932年3月のニューヨーク・タイムズ・ブックレビューで、「著者がアガサ・クリスティで主人公がエルキュール・ポワロであれば、本当の謎を持った楽しい物語がいつも保証される。（中略）エンド・ハウスでの犯罪に手を染める人物は極悪非道だが、小柄なベルギー人探偵を騙せるほどには賢くはない。最も意外な結末を迎える良質の物語である」と評した。
ロバート・バーナードは、「クリスティのキャリアで何度も使われてきた単純なトリックを巧みに使っている（例えば、名前については注意が必要。男性・女性の区別がつきにくい名前など）。この作品は、機械に若干のきしみがあり、メロドラマやあり得ないことが多いため、古典的な作品の中で最も優れた作品の1つとは言えない。」と述べている。

## 出版
- 他に『エンド・ハウスの怪事件』、『エンド・ハウス殺人事件』および『危機のエンドハウス』などの邦題での出版がある。
- 岩谷書店『宝石』1954年3月号と4月特大号に「断崖の家」（田中良雄=訳）を分載

| 題名                   | 出版社             | 文庫名                                     | 訳者     | 巻末                            | カバーデザイン                    | 初版年月日                       | ページ数 | ISBN           | 備考   |
| ---------------------- | ------------------ | ------------------------------------------ | -------- | ------------------------------- | --------------------------------- | -------------------------------- | -------- | -------------- | ------ |
| みさき荘の秘密         | 大日本雄弁会講談社 | クリスチー探偵小説集 : ポワロ探偵シリーズ8 | 松本恵子 |                                 |                                   | 1956年                           | 238      |                | 絶版   |
| 邪悪の家               | 早川書房           | 世界探偵小説全集504                        | 田村隆一 |                                 |                                   | 1959年8月15日                    | 255      |                | 絶版   |
| エンド・ハウスの怪事件 | 東京創元社         | 創元推理文庫                               | 厚木淳   | 厚木淳 フィルポッツとクリスチィ | 装画：ひらいたかこ 装幀：小倉敏夫 | 1975年12月12日 改版2004年1月30日 | 342      | 4-488-10541-6  |        |
| 邪悪の家               | 早川書房           | ハヤカワ・ミステリ文庫1-75                 | 田村隆一 | あとがき 田村隆一               | 真鍋博                            | 1984年6月15日                    | 329      | 4-15-070075-3  | 絶版   |
| エンド・ハウス殺人事件 | 新潮社             | 新潮文庫ク-3-14                            | 中村妙子 | 解説 中村妙子                   | 野中昇                            | 1988年4月                        | 337      | 4-10-213515-4  | 絶版   |
| 邪悪の家               | 早川書房           | クリスティー文庫6                          | 田村隆一 | 解説 石崎幸二                   | Hayakawa Design                   | 2004年2月20日                    | 417      | 4-15-130006-6  |        |
| 邪悪の家               | 早川書房           | クリスティー文庫6                          | 真崎義博 | 解説：石崎幸二                  | 和田誠                            | 2011年1月7日                     | 361      | 978-4151310065 | 新訳版 |

児童書
| 題名             | 出版社   | 文庫名                             | 訳者       | 巻末 | カバーデザイン | 初版年月日 | ページ数 | ISBN       | 備考 |
| ---------------- | -------- | ---------------------------------- | ---------- | ---- | -------------- | ---------- | -------- | ---------- | ---- |
| みさき荘の怪事件 | ポプラ社 | ジュニア世界ミステリー 11          | 山主敏子   |      | 絵：上矢津     | 1968年     | 240      |            | 絶版 |
| みさき荘の怪事件 | ポプラ社 | ポプラ社文庫―怪奇・推理シリーズ 82 | 浜野サトル |      | 絵：高橋美樹   | 1987年10月 | 220      | 4591025969 | 絶版 |

## 翻案作品
映画
- Zagadka Endkhauza（ロシア 1989年）

テレビドラマ
『名探偵ポワロ』
『エンドハウスの怪事件』シーズン2 エピソード1（通算第11話） イギリス1990年放送、 日本1990年放送
ゲスト出演者（カッコ内は役名）
- ポリー・ウォーカー（ニック・バックリー）
- ジョン・ハーディング（ジョージ・チャレンジャー）
- ジェレミー・ヤング（バート・クロフト）
- キャロル・マクレディ（ミルドレッド・クロフト）
- ポール・ジェフリー（ジム・ラザラス）

アニメ
『アガサ・クリスティーの名探偵ポワロとマープル』
NHK総合テレビで2004年7月4日から2005年5月15日まで放送されたアニメ。本作は「エンドハウス怪事件」のタイトルで第16話から第18話まで3回に分けて放送された。ポワロを里見浩太朗、ニックを伊東美咲が演じた。また、ニックの友人フレデリカ・ライスは中山忍が演じている。
ラジオドラマ
- BBC Radio 4で放送されている。

舞台
- Peril at End House（イギリス 1940年）